# Davide Ricci Bitti
Davide Ricci Bitti (Medicina, 12 febbraio 1984) è un ex ciclista su strada italiano.
Professionista dal 2009 al 2012, conta una partecipazione al Giro d'Italia.

## Carriera
Dopo alcune stagioni tra gli élite 2, in cui ottenne successi di prestigio come una tappa al Giro Ciclistico Pesche Nettarine di Romagna nel 2005, Ricci Bitti passò professionista nel 2009 nella ISD-Neri. Nella stagione 2011 partecipò al Giro d'Italia e salì sul terzo gradino del podio nella nona tappa del Giro del Portogallo.

## Palmarès
- 2005 (Sergio dal Fiume)

1ª tappa Giro Ciclistico Pesche Nettarine di Romagna (Sant'Agata sul Santerno > Cesena)
- 2007 (Finauto)

Giro del Compitese

## Piazzamenti

### Grandi Giri
- Giro d'Italia

2011: 148º